# Cygany (Ukraina)
Cygany (ukr. Цигани, Cyhany) – wieś na Ukrainie w rejonie czortkowskim należącym do obwodu tarnopolskiego.  
W II Rzeczypospolitej w powiecie borszczowskim w województwie tarnopolskim. W 1942 r. Ukraińska Policja Pomocnicza zamordowała tutaj 56 miejscowych Żydów. W latach 1942–1945 nacjonaliści ukraińscy z OUN-UPA zamordowali tutaj 114 Polaków i 4-osobową rodzinę żydowska, ukrywającą się w leśniczówce. Kilkoro Ukraińców udzieliło pomocy Polakom, ratując im życie. 
Mieszkańcy obrządku łacińskiego należeli do parafii w Skale Podolskiej. W 1900 r. postawili we wsi murowany kościół filialny pw. Świętych Apostołów Piotra i Pawła. Służył on także wiernym z wioski Teresin. Zamknięty w 1945 r., zwrócony katolikom w 1994 r.